# ヘキサノン
ヘキサノン(Hexanon )は、小西六またはその後身のコニカ（現コニカミノルタ）の発売したテッサータイプを超える高級写真レンズに用いられた名称である。ちなみにテッサータイプには「ヘキサー」（Hexar ）が使われる。
名前の由来は、小西六写真工業株式会社の創業者の小西六兵衛の名前の「六」に因んで、ギリシア語のἕξ (héx)「ヘクス」‘6’ に由来する連結形のἕξα- (hexa-)「ヘクサ、ヘキサ」から造られた擬似ギリシア語のἝξανον (Hexanon) である。

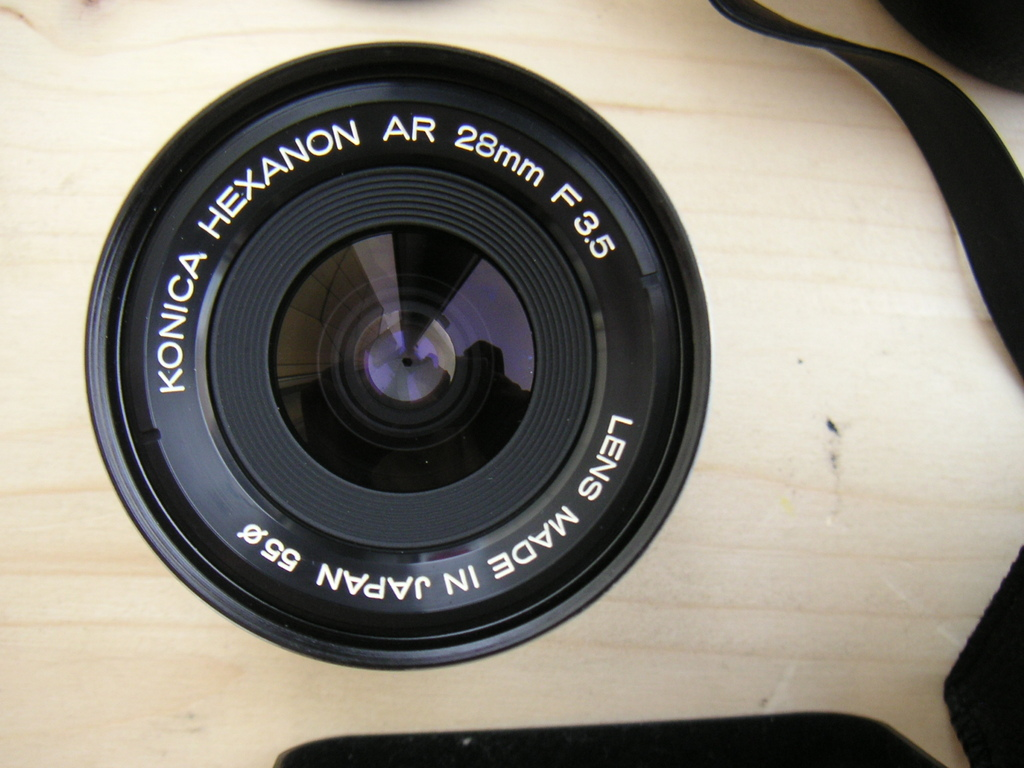
ヘキサノンAR28mmF3.5
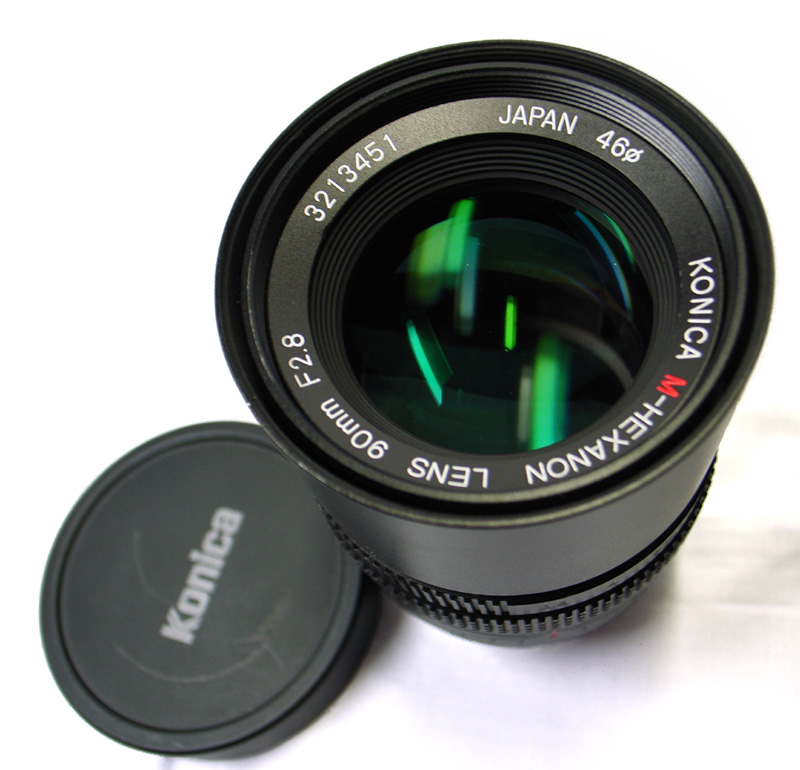
Mヘキサノン90mmF2.8